# Palácio Real (Milão)

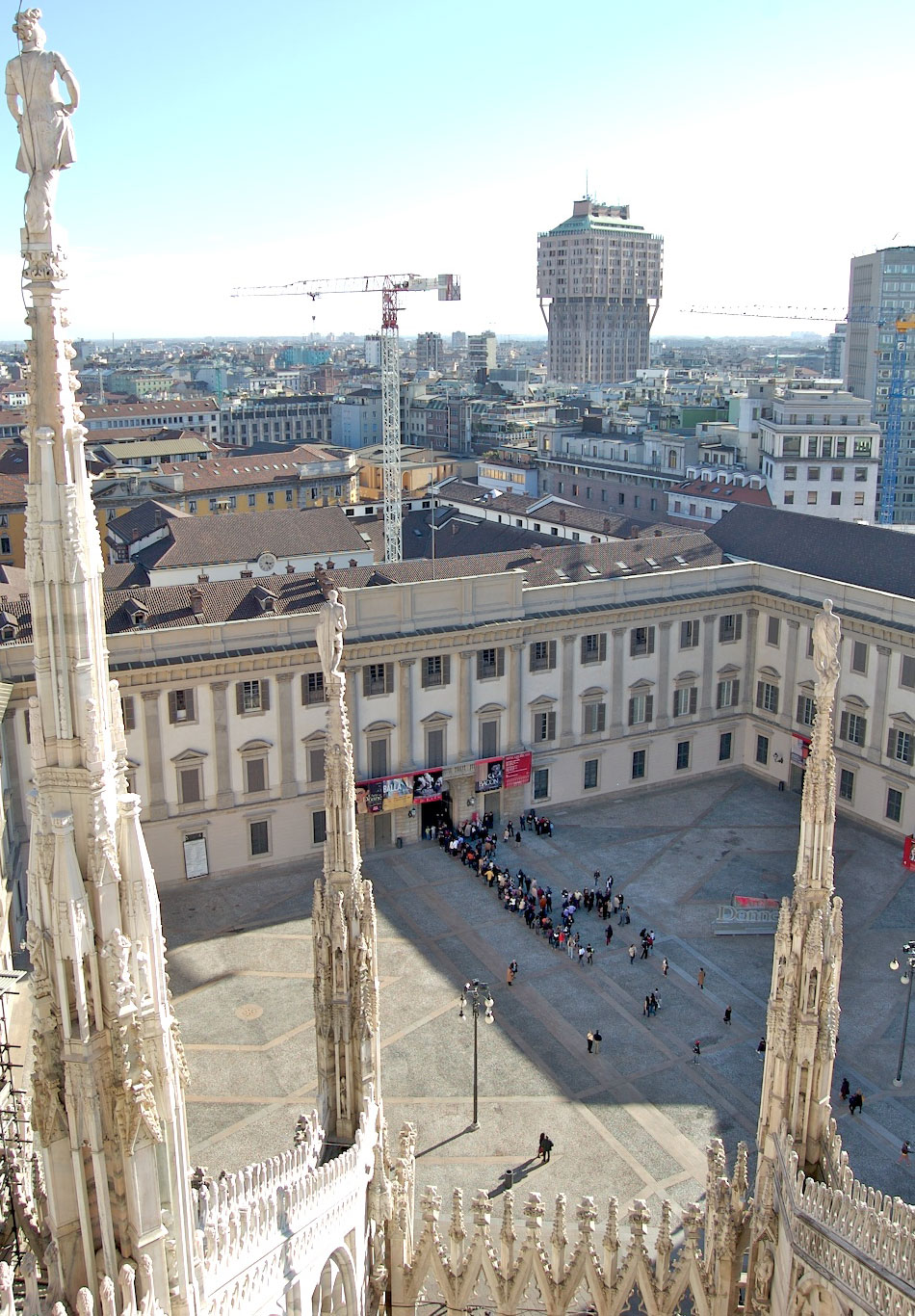
O Palácio Real de Milão e a piazzetta, vistos do alto do Duomo.

O Palácio Real de Milão (em italiano, Palazzo Reale di Milano) foi por muitos séculos a sede administrativa e residência real da cidade de Milão, na Itália, sendo atualmente um importante centro cultural, sediando mostras e exposições.
Sob domínio dos Habsburgo, passou por uma grande remodelação arquitetônica a cargo do arquiteto italiano Giuseppe Piermarini, quando adquiriu feições neoclássicas. O palácio está situado à direita da fachada do Duomo, em posição oposta à famosa Galeria Vittorio Emanuele II. A fachada do palácio segue as linhas de um antigo pátio, formando uma entrada referente à Piazza del Duomo, chamada piazzetta reale.
Cabe destacar a Sala delle Cariatidi (Sala das Cariátides) no piso nobre do palácio, ocupando o lugar do antigo teatro, incendiado em 1776. É o único ambiente da edificação que sobreviveu ao massivo bombardeio da cidade em 1943, durante o qual se perderam os interiores neoclássicos.

## História

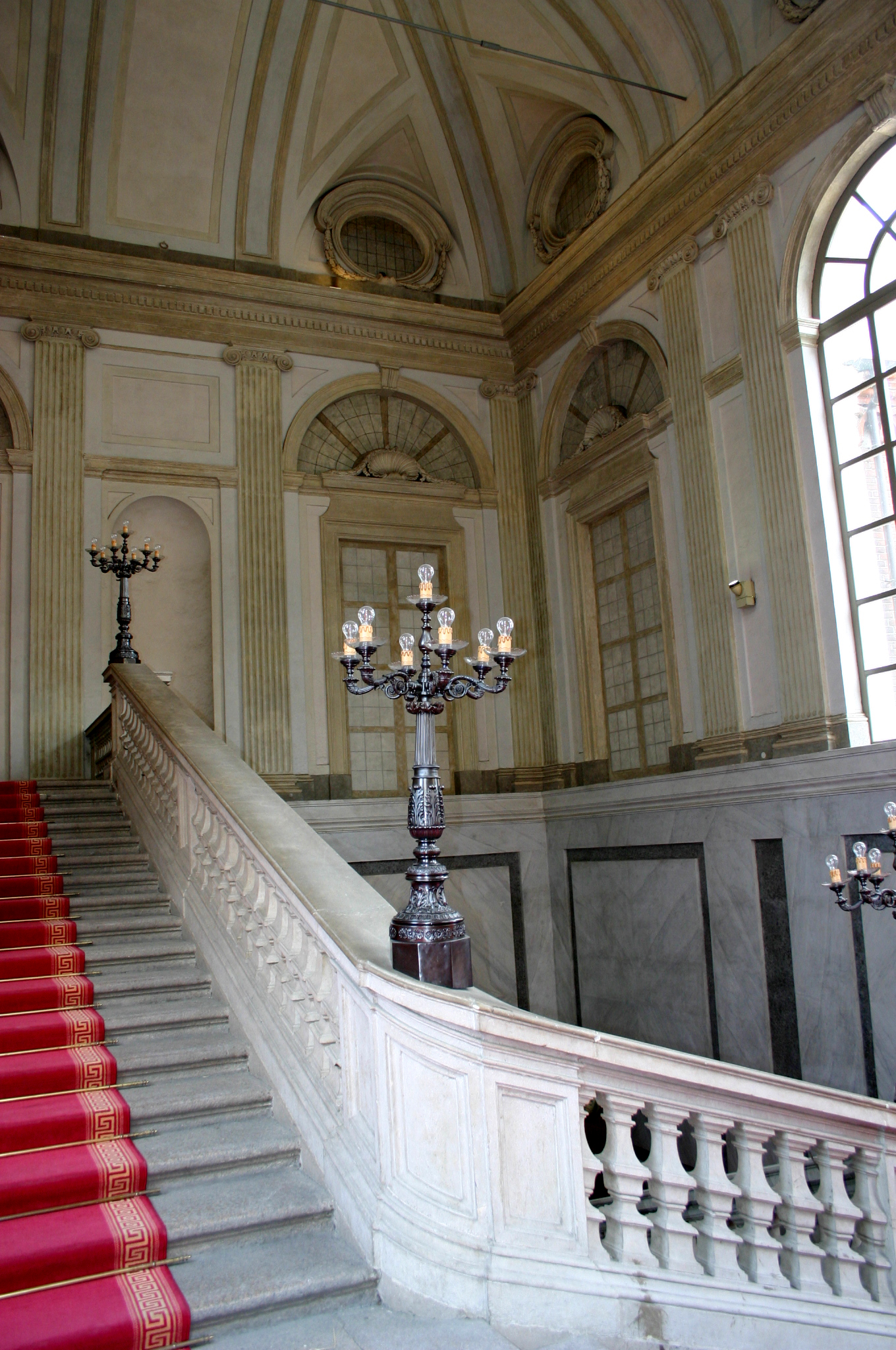
Interiores neoclássicos do Palácio Real.

Sede do governo da cidade desde a Baixa Idade Média, já conhecido como Palazzo del Broletto Vecchio e também como Palazzo dell'Arengo, viu seu papel de centro político ser reforçado após a ocupação pelas famílias della Torre (ou Torriani), Visconti e Sforza. A partir de então, tornou-se cenário do pomposo cotidiano da corte, testemunhando nomeações e recepções solenes.
Na segunda metade do século XVIII, em virtude do Tratado de Utrecht, Milão estava sob domínio da Áustria. O Palácio Real foi então revestido com ornamentos e decorações inspiradas no barroco tardio teresiano, antes de ser submetido à remodelação neoclássica no fim deste século, idealizada por Giuseppe Piermarini. Investido desde 1769 na função de Arquiteto Real Imperial da Lombardia, Piermarini manteve uma espécie de "monopólio arquitetural" sobre a região, supervisionando dezenas de projetos e empenhando-se em elevar os níveis de profissionalismo locais. Projetou também, entre outros edifícios, o Teatro alla Scala, a célebre casa de ópera da cidade.
O Palácio foi originalmente projetado em um sistema de dois pátios, dos quais um foi parcialmente demolido durante a remodelação para abrigar a praça do Duomo. A fachada atual do palácio segue a linha do pátio demolido, formando uma entrada referente à Piazza del Duomo, chamada piazzetta reale, que se encontra à direita da fachada do Duomo, em posição oposta à Galeria Vittorio Emanuele II.

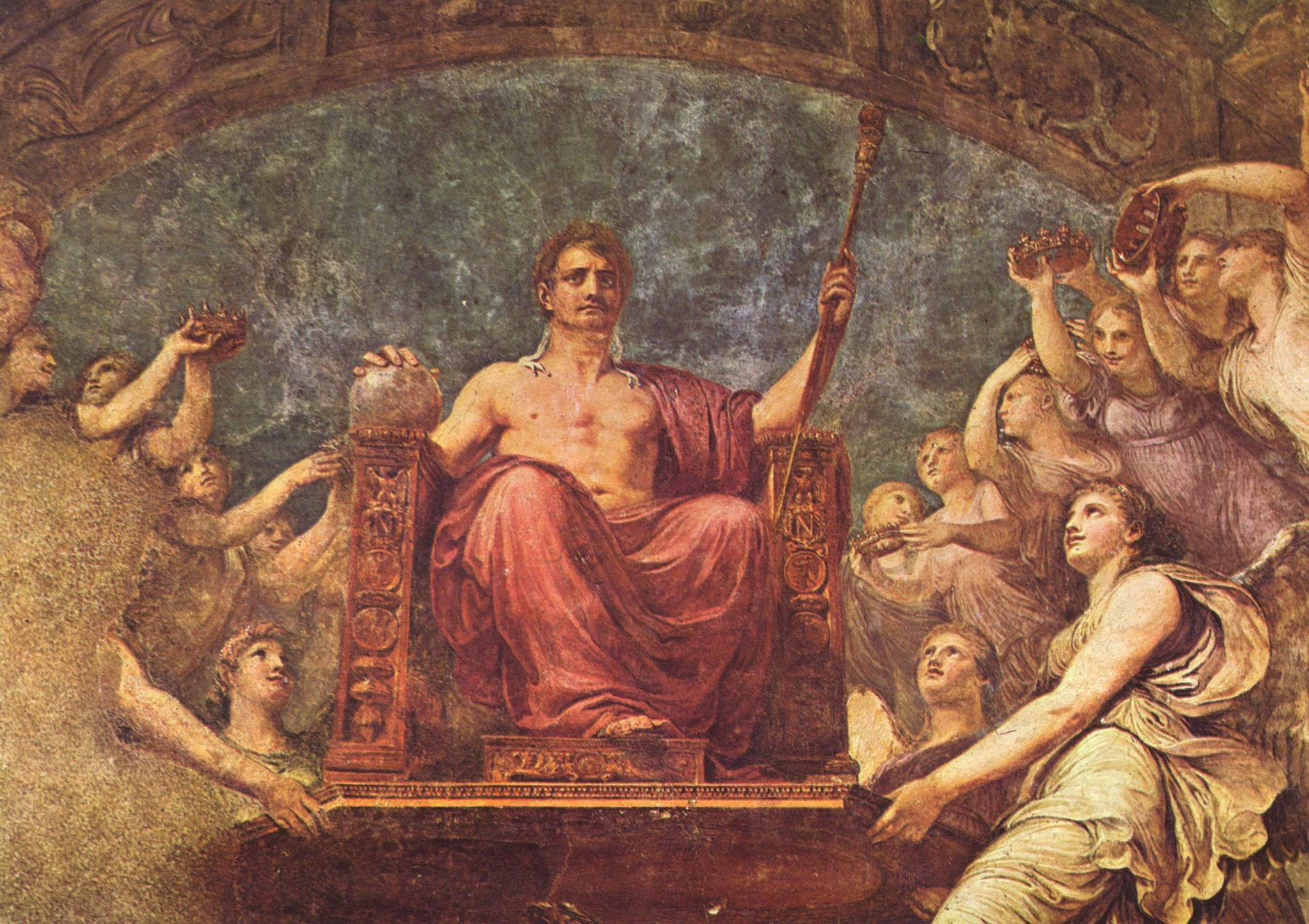
Apoteose de Napoleão, Rei de Itália (1807), um dos afrescos de Andrea Appiani no Palácio Real que sobreviveram aos bombardeios da Segunda Guerra Mundial.

A remodelação ocorreu entre 1769 e 1778, coincidindo com os términos do trabalho no La Scala (1776-1778), resultando em um estilo híbrido, já definido como "neo-paladiano algo árido". Piermarini convidou o também arquiteto e decorador Giocondo Albertolli (1742-1839) para decorar várias salas do palácio a partir de seus desenhos, entre elas a Sala das Cariátides, que levou dois anos para ser terminada.
Após sua remodelação, tornou-se residência oficial dos regentes, abrigando Maria Teresa da Áustria, Napoleão Bonaparte, Fernando I das Duas Sicílias e a casa de Savoia. Entre 1803 e 1807, Andrea Appiani, retratista oficial de Napoleão, executou um afresco monocromático monumental na Sala das Cariátides, celebrando as vitórias do imperador, hoje conhecido por meio de gravuras. Entre 1808 e 1810, Appiani executou uma outra série de afrescos de grandes dimensões no palácio, sendo o mais elaborado o que se realizou para a Sala do Trono (destinada a abrigar o favorito do imperador), intitulado O triunfo de Júpiter-Napoleão, dominando o mundo.
Em 1920, o Palácio Real passou a ser propriedade estatal e foi aberto a visitas públicas. Os bombardeios de 1943 destruíram parte do edifício, que se encontra na terceira e última fase de um processo de restauração, iniciado há mais de vinte anos.